# Dan Segal
Dan Segal (* 26. Oktober 1947) ist ein britischer Mathematiker, der sich mit Gruppentheorie beschäftigt.

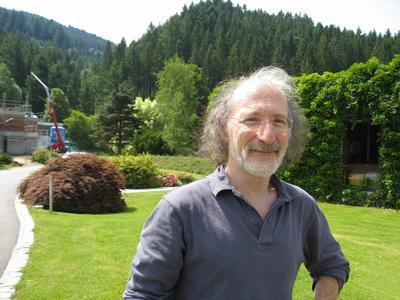
Segal in Oberwolfach 2008

Segal studierte an der Universität Cambridge (Peterhouse College) und wurde 1972  bei Bertram Wehrfritz am Queen Mary College der Universität London promoviert (Groups of Automorphisms of Infinite Soluble Group) Er ist Professor für Mathematik an der Universität Oxford und Fellow des All Souls College.
1982 erhielt er den Adams-Preis und 1985 den Whitehead-Preis. 2002 erhielt er den Ferran-Sunyer-i-Balaguer-Preis (für das Buch Subgroup growth mit Alexander Lubotzky) und 2012 den Pólya-Preis.
Zu seinen Doktoranden gehört Marcus du Sautoy.

## Schriften
- Polycyclic Groups, Cambridge University Press 1983
- mit Alexander Lubotzky Subgroup growth, Birkhäuser 2003
- mit J. Dixon, Du Sautoy, A. Mann Analytic pro-p-groups, Cambridge University Press 1999, Paperback-Ausgabe 2003
- Herausgeber mit Du Sautoy, A. Shalev New horizons in pro-p-groups, Birkhäuser 2000
- Words: notes on verbal width in groups, London Mathematical Society Lecture Notes, Band 361, Cambridge University Press 2009